# Varnutė (Jonava)

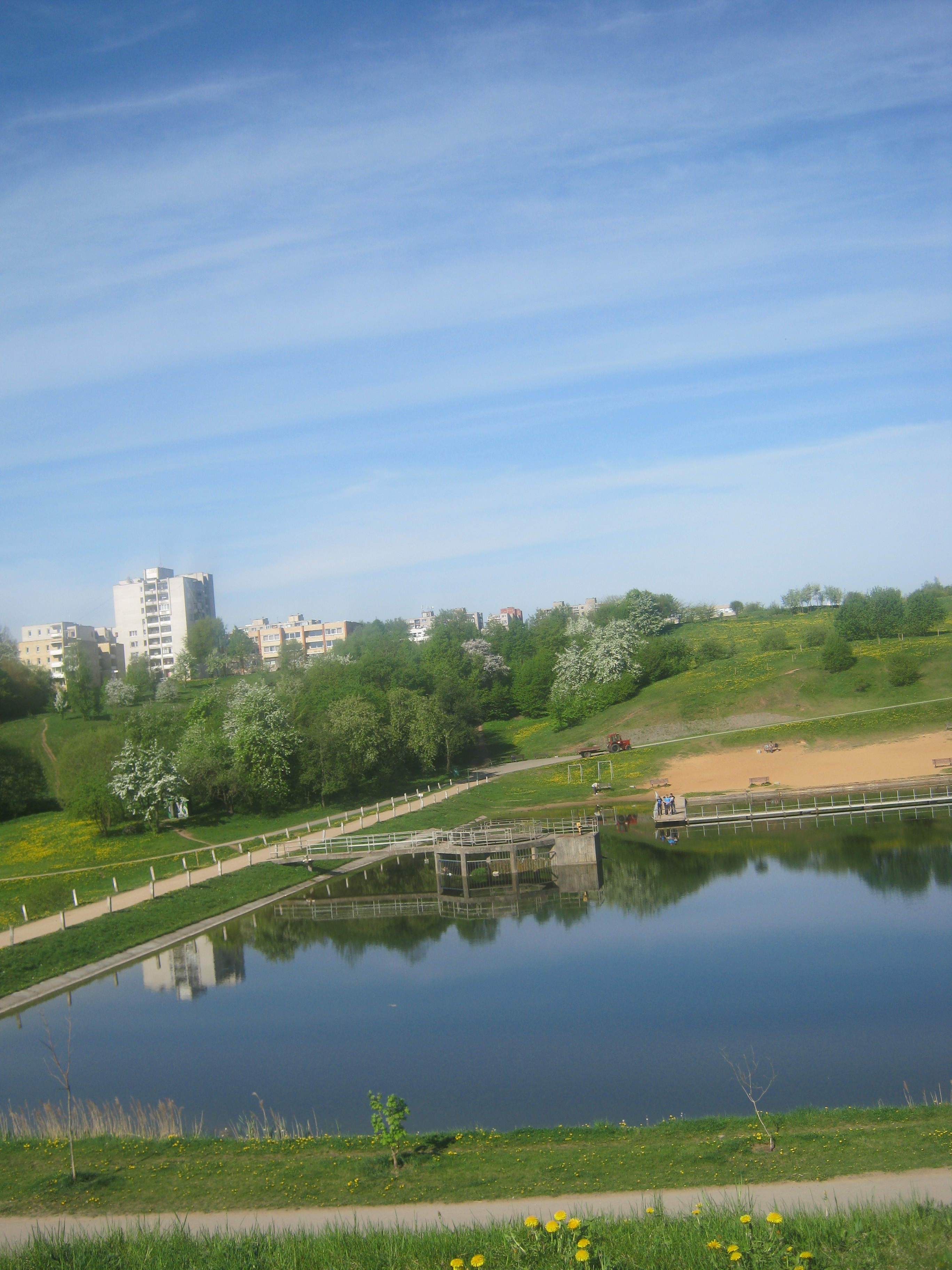
Stausee Varnutė

Varnutė ist der westliche Stadtteil der litauischen Stadt Jonava im Bezirk Kaunas. Die besiedelte Wohngegend befindet sich am südlichen Ufer der Juodmena, des rechten Nebenflüsses der Neris. Varnutė grenzt im Norden an Melnytėlė und im Süden an Rimkai. Der Name des Stadtteils stammt vom Fluss und Dorf Varnutė in der Rajongemeinde Jonava, 14 Kilometer von Kulva. Es gibt die Stauseen Varnutė und die Varnutės-Straße.